# Colli di Scandiano e di Canossa bianco spumante
Le Colli di Scandiano e di Canossa bianco spumante est un vin effervescent, Italien, blanc, de la région Émilie-Romagne doté d'une appellation DOC depuis le 20 septembre 1996. Seuls ont droit à la DOC les vins récoltés à l'intérieur de l'aire de production définie par le décret. 

## Aire de production
Les vignobles autorisés se situent en province de Reggio d'Émilie dans les communes de Albinea, Quattro Castella, Bibbiano, Montecchio, San Polo d'Enza, Canossa, Vezzano sul Crostolo, Viano, Scandiano, Castellarano et Casalgrande ainsi qu'en partie sur le territoire des communes Reggio d'Émilie, Casina, Sant'Ilario d'Enza et Cavriago.
Voir aussi les articles Colli di Scandiano e di Canossa bianco et Colli di Scandiano e di Canossa bianco frizzante.

## Caractéristiques organoleptiques
- Couleur : jaune paille plus ou moins clair
- Odeur : délicat, légèrement aromatique
- Saveur : sec ou doux, harmonique, frais,

Le Colli di Scandiano e di Canossa bianco spumante se déguste à une température de 8 à 10 °C et il se boit jeune.

## Production
Province, saison, volume en hectolitres :
- pas de données disponibles